# 夏洛特足球俱乐部
夏洛特FC是位於夏洛特的美國職業足球俱樂部。球隊參賽於美國職業足球大聯盟，為東區賽區的成員。俱樂部由大衛·泰珀所有，於2019年12月17日取得擴展特許經營權。球隊於2022年美國職業足球大聯盟賽季成為聯盟第28支球隊開始參賽。俱樂部以北卡羅來納州美國銀行體育場為主場。

## 球員

### 名單
最後更新：2021年9月7日
| No. | 位置 | 球員                    | 國籍   |
| --- | ---- | ----------------------- | ------ |
| —   | 後衛 | 亞當·阿爾默 ([A])       | 美国   |
| —   | 中場 | 布蘭特·布羅尼科 ([A])   | 美国   |
| —   | 後衛 | 古茲曼·哥魯霍           | 乌拉圭 |
| —   | 後衛 | 克里斯蒂安·福赫斯 ([A]) | 奥地利 |
| —   | 中場 | 萊利·麥克格里 ([B])     |        |
| —   | 中場 | 塞爾吉奧·魯伊斯 ([C])   | 西班牙 |
| —   | 後衛 | 延·索博辛斯基           | 波蘭   |

## 外部連結
- 官方网站